# Park Yeong-gyu
Park Yeong-gyu (hangul: 박영규, hanja: 朴榮奎, RR: Bak Yeong-gyu; 28 de octubre de 1953) es un actor y cantante surcoreano.

## Biografía
Estudió teatro en el Instituto de las Artes de Seúl en Ansan, Gyeonggi.
En 1983 se casó con su novia, una compañera de escuela y la pareja tuvo un hijo Park Dal, sin embargo la pareja se divorció en 1996. Posteriormente su ex se mudó a Estados Unidos con su hijo. El 14 de marzo de 2004 su hijo murió en un accidente automovilístico en los Estados Unidos.
En 1997 se casó con la diseñadora de moda Choi Kyung-sook, sin embargo se divorciaron en 2001.
En 2004, después de la muerte de su hijo, se mudó a Canadá y dejó su carrera en suspenso durante seis años. Durante ese tiempo conoció a Kim Su-ryun, con quien se casó, sin embargo la relación también terminó en divorcio.
El 25 de diciembre de 2019 se casó con su novia (quien no es parte del medio del entretenimiento), en una boda privada.

## Carrera
Es miembro de la agencia Crebig Entertainment (크레빅 엔터테인먼트).
En marzo de 1998 se unió al elenco recurrente de la serie Soonpoong Clinic donde dio vida a Park Yeong-gyu, el esposo de Oh Mi-sun (Park Mi-sun).
En octubre de 2011 se unió al elenco recurrente de la serie A Thousand Days' Promise donde interpretó a Noh Hong-gil, el padre de Noh Hyang-gi (Jeong Yu-mi).
En mayo de 2012 se unió al elenco recurrente de la serie I Do, I Do donde dio vida a Park Kwang-seok, el padre de Park Tae-kang (Lee Jang-woo).
En marzo de 2015 se unió al elenco recurrente de la serie Angry Mom donde interpretó a Hong Sang-bok, el padre de Hong Sang-tae (Baro).
En abril del mismo año se unió al elenco recurrente de la serie Beating Again (también conocida como Falling for Innocence) donde dio vida a Kang Hyun-chul, el presidente del grupo «Hermia».
En julio de 2017 se unió al elenco recurrente de la serie Reunited Worlds donde interpretó a Cha Kwon-pyo, el padre de Cha Min-joon (Ahn Jae-hyun) y Cha Tae-hoon (Kim Jin-woo) y el presidente de la escuela «Cheongho High School».
El 4 de diciembre del mismo año se unió al elenco principal de la serie Smashing on Your Back (también conocida como Shut Up and Smash) donde dio vida a Park Young-kyoo, un hombre que busca reabrir su restaurante de pollo, luego de que este se va a la quiebra, hasta el final de la serie el 1 de marzo de 2018.
El 4 de junio de 2018 se unió al elenco principal de la serie Are You Human Too? (también conocida como Are You Human?) donde interpretó a Nam Gun-ho, el desconfiado CEO del grupo PK y el abuelo de Nam Shin (Seo Kang-joon), un hombre dispuesto a hacer todo lo posible por controlar a Nam-shin, hasta el final de la serie en agosto del mismo año.
En septiembre de 2019 se unió al elenco recurrente de la serie Beautiful Love, Wonderful Life donde dio vida a Kim Yeong-woong, el esposo de Sunwoo Yeong-ae (Kim Mi-sook).
En diciembre de 2020 se unió al elenco recurrente de la serie Run On donde interpretó a Gi Jung-do, el padre de Ki Seon-gyeom (Im Si-wan), hasta el final de la serie el 4 de febrero de 2021.

## Filmografía

### Series de televisión
| Año         | Título                                                | Personaje               | Notas                          |
| ----------- | ----------------------------------------------------- | ----------------------- | ------------------------------ |
| 2025        | Seguro de divorcio                                    | Park Young-gyu          | Aparición especial             |
| 2021        | Work Later, Drink Now                                 | Presidente Park         | Aparición especial             |
| 2020 - 2021 | Run On                                                | Gi Jung-do              |                                |
| 2019 - 2020 | Beautiful Love, Wonderful Life                        | Kim Yeong-woong         |                                |
| 2018        | Are You Human Too?                                    | Nam Gun-ho              | [ 13 ]                         |
| 2018        | Should We Kiss First?                                 | Presidente de «Apollon» |                                |
| 2018        | Smashing on Your Back: Favorable vs Sincerity SP      | Park Young-kyoo         | 1 episodio                     |
| 2018        | Smashing on Your Back: Park Young Kyoo's Abduction SP | Park Young-kyoo         | 1 episodio                     |
| 2017 - 2018 | Smashing on Your Back                                 | Park Young-kyoo         | 50 episodios                   |
| 2017        | Reunited Worlds                                       | Cha Kwon-pyo            |                                |
| 2017        | Good Manager                                          | Park Hyun-do            | 20 episodios                   |
| 2017        | Introverted Boss                                      | Hwang Yeong-kyu         | ep. #3 - (aparición especial)  |
| 2016        | Monster                                               | Do-choong               | 50 episodios                   |
| 2015        | My Mom                                                | Presidente Uhm          | [ 14 ]                         |
| 2015        | Assembly                                              | Park Choon-sub          | 20 episodios                   |
| 2015        | The Man in the Mask                                   | Jung Do-sung            |                                |
| 2015        | Splendid Politics                                     | Rey Seonjo              |                                |
| 2015        | Beating Again                                         | Kang Hyun-chul          |                                |
| 2015        | Angry Mom                                             | Hong Sang-bok           |                                |
| 2014        | The King's Face                                       | Médico Real             | ep. #4 - (aparición especial)  |
| 2014        | My Lovely Girl                                        | Lee Jong-ho             |                                |
| 2014        | My Love from the Star                                 | Heo Jun                 | ep. #11 - (aparición especial) |
| 2014        | The Three Musketeers                                  | Kim Ja-jeom             |                                |
| 2014        | Jeong Do Jeon                                         | Yi In-im                | 50 episodios                   |
| 2013        | Princess Aurora                                       | Oh Wang-sung            |                                |
| 2013        | A Hundred Year Legacy                                 | Kang-jin                |                                |
| 2012        | I Do, I Do                                            | Park Kwang-seok         |                                |
| 2011        | A Thousand Days' Promise                              | Noh Hong-gil            | [ 17 ]                         |
| 2011        | Protect the Boss                                      | Cha Bong-man            | [ 18 ]                         |
| 2009        | High Kick Through The Roof                            | Park Yeong-gyu          | ep. #88 - (aparición especial) |
| 2006        | Common Single                                         | Tae-soo                 |                                |
| 2004        | Emperor of the Sea                                    | Seol-pyeong             |                                |
| 2003        | Honest Living                                         | Park Yeong-gyu          |                                |
| 2003        | Damo                                                  | Jo Se-wook              |                                |
| 2002        | The Great Ambition                                    | Choi Seon-jae           |                                |
| 2001        | Can't Help Being Born Well                            | Park Yeong-gyu          |                                |
| 2001        | How Should I Be?                                      | Goo Seok-ki             |                                |
| 2000        | Mr. Duke                                              | Jang In-chul            |                                |
| 2000        | Virtue                                                | Jung Han-goo            |                                |
| 1999        | Kuk-hee                                               | Song Joo-tae            |                                |
| 1999        | Oh Happy Day                                          | Park Yeong-gyu          |                                |
| 1999        | Love In 3 Colors                                      | Lee Sung-chul           |                                |
| 1999        | Beautiful Secret                                      | Tío                     |                                |
| 1999        | Lost One's Way (The Song Of Hope)                     | -                       |                                |
| 1998        | Paper Crane                                           | Bu Ji-sung              |                                |
| 1998        | Soonpoong Clinic                                      | Park Yeong-gyu          |                                |
| 1997        | Feelings                                              | Director Oh             |                                |
| 1997        | Beautiful Crime                                       | Kim Jin-seob            |                                |
| 1997        | Only You                                              | Yoon-ki                 |                                |
| 1997        | Ambition                                              | Presidente Ma           |                                |
| 1996        | Women of the Road                                     | Jeon Dong-woo           |                                |
| 1995        | Journey                                               | -                       |                                |
| 1995        | Choi Seung-hee                                        | -                       |                                |
| 1995        | KBS Drama Game - "Birth of a Villainess"              | Profesor Hwang          |                                |
| 1995        | Bold Men                                              | Yeong-gyu               |                                |
| 1995        | TV Novel - "Road"                                     | Hwang Jong-gu           |                                |
| 1995        | Aunt Ock                                              | Mr. Jang                |                                |
| 1994        | People's Land                                         | -                       |                                |
| 1993        | Stormy Season                                         | Joo Sung-hyuk           |                                |
| 1992        | Ambitions on Sand                                     | -                       |                                |
| 1992        | The Chemistry Is Right                                | -                       |                                |
| 1992        | The Beloved                                           | -                       |                                |
| 1991        | The Woman Sets the Dining Table                       | Kim Sung-chul           |                                |
| 1990        | 어둔 하늘 어둔 새                                     | Choi Joong-ki           |                                |
| 1989        | Congratulations (당신의 축배)                         | Kim Min-bong            |                                |
| 1989        | We Don't Know Either                                  | Hyun Jin-gyu            |                                |
| 1988        | Forget Tomorrow                                       | Bae Dong-joon           |                                |
| 1987        | Beautiful Affair                                      | -                       |                                |
| 1985        | MBC Bestseller Theater - "초록빛 모자"                | -                       |                                |

### Películas
| Año  | Título                           | Personaje              | Notas                                                                                        |
| ---- | -------------------------------- | ---------------------- | -------------------------------------------------------------------------------------------- |
| 2021 | Life is Beautiful                | Padre de Jin-bong      |                                                                                              |
| 2021 | What Happened to Mr. Cha?        | Director               |                                                                                              |
| 2020 | Stellar                          | Abuelo                 | junto a Son Ho-jun, Lee Kyu-hyung, Jeon No-min, Heo Sung-tae y Ko Kyu-pil                    |
| 2020 | Secret Zoo                       | Director Seo           | junto a Ahn Jae-hong, Kang So-ra, Kim Sung-oh y Jeon Yeo-been                                |
| 2014 | The Royal Tailor                 | Ssangdungi yangban     | (cameo)                                                                                      |
| 2013 | Happiness for Sale               | Lee Jae-geun           |                                                                                              |
| 2013 | How to Use Guys with Secret Tips | Dr. Swalski            | junto a Lee Si-young, Oh Jung-se, Kim Jung-tae y Lee Won-jong                                |
| 2012 | I am a King                      | Rey Taejong            | junto a Ju Ji-hoon, Baek Yoon-sik, Byun Hee-bong, Kim Su-ro e Im Won-hee                     |
| 2010 | Attack the Gas Station 2         | Dueño de la Gasolinera | junto a Ji Hyun-woo, Jo Han-sun, Moon Won-ju, Jung Jae-hoon, Baek Jeong-min y Park Sang-myun |
| 2004 | Flower Shop                      | -                      | (corto)                                                                                      |
| 2004 | Ghost House                      | Hombre con la TV       | (cameo)                                                                                      |
| 2004 | Dance with Solitude              | Bae Jung-beom          |                                                                                              |
| 2003 | Happy Ero Christmas              | Bang Seok-doo          |                                                                                              |
| 2003 | Oh! Brothers                     | Presidente Park        | (cameo)                                                                                      |
| 2003 | Season in the Sun                | Monje Woo-nam          |                                                                                              |
| 2002 | Break Out                        | Park Young-gap         |                                                                                              |
| 2002 | A.F.R.I.K.A.                     | Dueño de la Gasolinera | junto a Lee Yo-won, Kim Gyu-ri, Lee Young-jin, Jo Eun-ji y Sung Ji-ru                        |
| 2001 | The Humanist                     | Padre                  |                                                                                              |
| 1999 | Attack the Gas Station           | Dueño de la Gasolinera | junto a Lee Sung-jae, Yu Oh-seong, Kang Sung-jin y Yoo Ji-tae                                |
| 1995 | No Emergency Exit                | Empleado del Café Rock |                                                                                              |
| 1992 | The Emperor of Romance           | Maestro Noh            |                                                                                              |
| 1991 | Tomorrow's Rain                  | -                      |                                                                                              |
| 1989 | Flesh Trade                      | -                      |                                                                                              |
| 1989 | Gigolo in Shinsa-dong            | Gigolo Dosa            |                                                                                              |
| 1989 | Ae-ran                           | Yomura                 |                                                                                              |
| 1989 | Rainbow over Seoul               | Presidente Pyo         |                                                                                              |
| 1988 | Love's Scribble                  | Gil-soo                |                                                                                              |
| 1988 | Tip                              | Jang-ho                |                                                                                              |
| 1987 | Lethe's Love Song                | -                      |                                                                                              |
| 1985 | The Parting                      | -                      |                                                                                              |
| 1985 | College Story                    | -                      |                                                                                              |

### Programas de variedades
| Año              | Título                                           | Notas                                                 |
| ---------------- | ------------------------------------------------ | ----------------------------------------------------- |
| 2010, 2014, 2019 | Happy Together: Season 4 Happy Together Season 3 | (ep. #51 (608)) - invitado (ep. #168, 353) - invitado |
| 2014             | Running Man                                      | (ep. #214) - invitado                                 |

### Teatro
| Año  | Título         | Personaje      | Notas |
| ---- | -------------- | -------------- | ----- |
| 2010 | Spamalot       | Rey Arturo     |       |
| -    | A Doll's House | Torvald Helmer |       |

## Discografía
| Año  | Título                       | Álbum                             | Notas |
| ---- | ---------------------------- | --------------------------------- | ----- |
| 2013 | 뚫어                         | OST de "A Hundred Year Legacy"    |       |
| 2010 | Suffer Patiently Again Today | OST de "Attack the Gas Station 2" |       |

### Álbum
| Año  | Título    | Canciones | Notas |
| ---- | --------- | --------- | ----- |
| 1995 | Chameleon | -         |       |

## Premios y nominaciones
| Año  | Categoría                                 | Premios                     | Trabajo                | Resultado |
| ---- | ----------------------------------------- | --------------------------- | ---------------------- | --------- |
| 2015 | Excellence Award, Actor in a Serial Drama | MBC Drama Award             | My Mom                 | Ganó      |
| 2014 | Special Award, Actor in a Miniseries      | SBS Drama Award             | My Lovely Girl         | Nominado  |
| 2014 | Excellence Award, Actor in a Serial Drama | KBS Drama Award             | Jeong Do Jeon          | Ganó      |
| 2014 | Excellence Award, Actor in a Serial Drama | 3rd APAN Star Award         | Jeong Do Jeon          | Nominado  |
| 2011 | Special Award, Actor in a Drama Special   | SBS Drama Award             | Protect the Boss       | Ganó      |
| 2000 | Big Star Award                            | SBS Drama Award             | Virtue                 | Ganó      |
| 2000 | Top Excellence Award, Actor               | SBS Drama Award             | Virtue                 | Nominado  |
| 2000 | Grand Prize (Daesang) in Sitcom           | SBS Drama Award             | Soonpoong Clinic       | Ganó      |
| 2000 | Best Supporting Actor                     | 37th Grand Bell Award       | Attack the Gas Station | Nominado  |
| 1999 | Best Supporting Actor                     | 20th Blue Dragon Film Award | Attack the Gas Station | Nominado  |
| 1998 | Excellence Award, Actor in Sitcom         | SBS Drama Award             | Soonpoong Clinic       | Ganó      |
| 1993 | Most Popular Actor (Film)                 | 29th Baeksang Arts Award    | The Emperor of Romance | Ganó      |